# Rhizophydium oblongum
Rhizophydium oblongum är en svampart som beskrevs av Canter 1954. Rhizophydium oblongum ingår i släktet Rhizophydium och familjen Rhizophydiaceae.   Inga underarter finns listade i Catalogue of Life.